# 踊れ! ソーランパラパラ
「踊れ! ソーランパラパラ」（おどれ! ソーランパラパラ）は、ソーランはっぴぃずのデビューシングル。2006年4月12日に東芝EMIより発売された。

## 概要
4人のカリスマモデルとお笑いタレントの猫ひろしによるユニット『ソーランはっぴぃずと猫ひろし』の楽曲。

## 収録曲
1. 踊れ! ソーランパラパラ[3:46]
作詞：ソーランはっぴぃず、小林夏海、作曲：民謡、編曲：Koma2 Kaz
2. 踊れ! ソーランパラパラ（instrumental）[3:46]